# Evanochrysa evanescens
Evanochrysa evanescens is een insect uit de familie van de gaasvliegen (Chrysopidae), die tot de orde netvleugeligen (Neuroptera) behoort. 
Evanochrysa evanescens is voor het eerst wetenschappelijk beschreven door evanescens McLachlan in 1869.